# Twin tip
Twin tip – narty stworzone do uprawiania freeskiingu. 
Główną cechą, wyróżniającą te narty od innych, jest zagięcie tylnej części narty, tj. piętki tak samo jak przedniej (dziób), co umożliwia narciarzowi jazdę tyłem, tj. na switch, a także wykonywanie różnych trików, które wymagają opanowania jazdy tyłem, jak np. skoki; 180, 540 itd. (lądowane tyłem) lub obroty wykonywane z najazdu tyłem, a także podczas jibbingu. Narty takie różnią się od zwykłych również wewnętrzną konstrukcją, są o wiele bardziej miękkie i elastyczne, po to, aby amortyzować podczas wykonywania trików.